# Svetislav Hođera
Svetislav Hođera (Niš, 12 novembre 1888 – Belgrado, 20 gennaio 1961) è stato un militare, aviatore e politico jugoslavo, Ministro senza portafoglio del regno di Jugoslavia.

## Biografia

### Gli studi e le guerre balcaniche
Dopo aversi diplomato alla Scuola Commerciale Superiore di Parigi, Svetislav Hođera studiò giurisprudenza completando però il ciclo di studi all'Università di Belgrado.
Fu arruolato nel 1912 quando scoppiarono le guerre balcaniche come allievo sergente nel reggimento di cavalleria della divisione Timok con cui partecipò all'Assedio di Adrianopoli.
Nella seconda guerra balcanica partecipò alle battaglie di Pirot e Knjaževac.

### La grande guerra
Dopo la laurea in giurisprudenza presso l'Università di Belgrado, Hođera fu impiegato come scrivano dal consolato serbo a Praga, dove fu preso prigioniero con lo scoppio della prima guerra mondiale. Presto rimpatriato chiese di essere subito reimpiegato al fronte e il 1º agosto 1914 fu inviato al quarto reggimento di cavalleria di Belgrado e partecipò alla Battaglia di Cer e alla Battaglia di Kolubara.
Durante la Seconda offensiva austro-ungarica, del novembre 1914, combatté a ovest e a sud di Belgrado, e dopo il cedimento del fronte, il 2 dicembre, alla testa di una pattuglia a cavallo entrò per primo in Belgrado ancora occupata dagli austriaci.
Durante la Ritirata dell'esercito serbo in Albania del 1915, con il suo reggimento attraversò l'Albania, raggiungendo Corfù e nel 1916 fu trasferito con la Prima Armata Serba sul fronte di Salonicco. Entrò nella Srpska avijacija il 28 aprile 1916, come capitano di seconda classe, e completò il corso di Ricognitore aereo presso la Scuola dell'esercito alleato a Mikra vicino a Salonicco. Hodera entrò a far parte della squadriglia serbo-francese della I Armata e partecipò alle azioni di ricognizione e ai combattimenti aerei al fronte.
Svolse questi compiti in particolare durante la conquista di Kajmakčalan e la liberazione di Bitola per cui ottenne tre elogi solenni. Nella stessa operazione, nei pressi del fiume Nero, attaccato da due aerei nemici, fu gravemente ferito a una gamba.
Per questa azione fu elogiato dal comandante della 1ª Armata serba, Feldmaresciallo Živojin Mišić e dal generale francese Maurice Paul Emmanuel Sarrail, comandante delle forze militari della Sava in Oriente.
Hođera fu insignito dell'Ordine della Stella dei Karađorđević con spade di 4ª classe e della Croce di guerra francese con palma. Inoltre, per la sua partecipazione nei Balcani e nella prima guerra mondiale, fu anche decorato con l'ordine dell'Aquila bianca con spade" di 5ª e 4ª classe.
Dopo la prima guerra mondiale, come tenente colonnello dell'aria di riserva, partecipò all'espansione dell'aviazione militare e civile jugoslava. Fu uno dei fondatori dell'Aero Club, di cui fu presidente onorario. Fu uno dei fondatori della Società per il traffico aereo (Aeroput) a cui prese parte fino alla seconda guerra mondiale.

### La politica
Dal 1918 al 1922 Hođera fu in forza al Ministero degli Esteri per conto del quale seguì gli inviati jugoslavi a Stoccolma, Budapest e Bruxelles.
Già membro del Partito Radical-Popolare, nel 1929 divenne capo di gabinetto di Petar Živković, presidente del primo governo dittatoriale instaurato da re Alessandro I di Jugoslavia, fino alle elezioni dell'assemblea nel 1931, in cui fu eletto all'assemblea nazionale. Nel 1933 fu tra i fondatori del Partito Popolare Jugoslavo di cui Hođera assunse la guida, l'unico partito ammesso in Parlamento che guidava l'opposizione al Partito Nazionale Jugoslavo al potere.
Si interessò in particolare della Regia aeronautica jugoslava.
Nell'ottobre 1938 entrò brevemente a far parte del Governo Stojadinović II come ministro senza portafoglio.

### Gli ultimi anni
Al momento dell'invasione della Jugoslavia del 1941 Hođera era comandante dell'aviazione presso la 3ª Armata a Srem e in battaglia con l'aviazione tedesca, il suo gruppo fu distrutto vicino a Bijeljina. Hođera fu catturato dall'esercito tedesco e condotto in prigionia, finita la guerra tornò a Belgrado dove visse fino alla morte il 20 gennaio 1961.